# Giganten mit stählernen Fäusten
Giganten mit stählernen Fäusten (Originaltitel Deathsport, auch Todesrallye in Helix-City, dt. DVD-Titel Death Race 2050) ist ein US-amerikanischer Science-Fiction-Film vom „König des B-Movie“ Roger Corman. Der Film startete in den USA im April 1978 und in Deutschland am 8. September desselben Jahres.

## Handlung
Im Jahre 3000, in einer postapokalyptischen Welt nach den Neutronen-Kriegen, ist die Welt gespalten. Die Todesstrafe wurde abgeschafft, zur Beruhigung der Massen finden sogenannte „Todesrallyes“ statt. Die „Geächteten“ treten mit primitiven Waffen gegen die mit Laserkanonen und Motorrädern ausgerüsteten Stadtmenschen an.

## Entstehung
Roger Corman plante zunächst einen Nachfolger zu Frankensteins Todesrennen (1975, ebenfalls mit David Carradine in der Hauptrolle) mit Motorrädern statt Autos. Das Budget betrug 150.000 US-Dollar. Die optischen Effekte liegen deutlich den technischen Möglichkeiten der 1970er Jahre, für Massenszenen entstanden jedoch einige recht aufwändige Matte Paintings. Der Film verwendet diverse Geräusche aus Krieg der Sterne wie das Kreischen der TIE-Jäger, das Atmen von Darth Vader oder Laserschüsse.
„Scream Queen“ Linnea Quigley, u. a. bekannt aus Verdammt, die Zombies kommen (1985), hatte hier eine ihrer ersten Rollen. Claudia Jennings, Darstellerin der Deneer, war 1970 Playmate des Jahres. Sie starb ein Jahr nach diesem Film bei einem Verkehrsunfall.

## Kritik
Giganten mit stählernen Fäusten erhielt ein schlechtes Presseecho. So errechnet der US-amerikanische Aggregator Metacritic aus den vorliegenden Kritiken eine „Grundsätzlich Ablehnende“ Durchschnittswertung von 33/100 Punkten.

„Belangloser Science-Fiction-Film um die althergebrachte Auseinandsersetzung [sic] des Guten mit dem Bösen, kommerztüchtig zusammengeschustert aus handelsüblichen Zukunfts- und Horror-Versatzstücken, angereichert mit einer unglaubhaften Love-Story.“

Am 13. Oktober 2023 strahlte Tele 5 eine von Oliver Kalkofe und Peter Rütten kommentierte Fassung des Films innerhalb der Sendereihe Die schlechtesten Filme aller Zeiten (SchleFaZ) aus.